# عزلة بني عواض (إب)

تعديل مصدري - تعديل

عزلة بني عواض هي إحدى عزل مديرية بعدان في محافظة إب اليمنية ويبلغ تعداد سكانها 6944 نسمة حسب التعداد السكاني في اليمن لعام 2004.